# Staphylococcus capitis
Staphylococcus capitis (afgekort S. capitis) is een grampositieve kok. De bacterie behoort tot de normale huidflora van de mens en komt voor op de menselijke kruin, op het gezicht, op de nek en in de oren. Bij gezonde mensen zorgt deze bacterie meestal niet voor klachten. Maar ziekenhuispatiënten met een verminderde weerstand kunnen er een biofilmgerelateerde infectie door krijgen zoals endocarditis. Om deze reden wordt S. capitis als ziekenhuisbacterie beschouwd.